# مجزرة عائلة شرف
مجزرة عائلة شرف هي مجزرة ارتكبتها القوات الجوية الإسرائيلية في 25 أكتوبر 2023 حينما أغارَت على مدينة غزة وهي مدينة فلسطينية، وهذه المجزرة من ضمن عدة مجازر قام بشنها سلاح الجو الإسرائيلي على قطاع غزة، وذلك خلال الرد الإسرائيلي على عملية طوفان الأقصى، تسبّبت هذه المجازر الإسرائيليّة والتي استهدفت برج التاج السكني في منطقة اليرموك وسط مدينة غزة، بتدمير البرج بالكامل والذي كان يوجد فيه عشرات العائلات ما أدى إلى استشهاد 40 شهيد، منهم 29 من عائلة شرف.

## خلفية الحدث
في صباح يوم السبت 7 تشرين الأول 2023 قامت حركة المقاومة الإسلامية حماس بإطلاق ما لا يقلُّ عن 3000 صاروخ من قطاع غزة الذي تسيطر عليه حماس باتجاه إسرائيل. بالموازاة مع اختراق حوالي 2500 مسلَّح فلسطيني الحاجز بين غزة وإسرائيل بِشَنِّهِم لهجوم عبر السّيارات رُباعيّة الدّفع والدّراجات النّارية والطّائرات الشّراعيّة وغيرها على البلدات المتاخمة للقطاع، والتي تُعرف باسم غلاف غزة، حيث سيطروا على عددٍ من المواقع العسكريَّة خاصة في سديروت، ووصلوا أوفاكيم، واقتحموا نتيفوت، وخاضوا اشتباكاتٍ عنيفة في المستوطنات الثلاثة وفي مستوطنات أخرى كما أسَرُوا عددًا من الجنود والمواطنين واقتادوهم لغَزَّة فضلًا عن اغتنامِ مجموعةٍ من الآليَّات العسكريَّة الإسرائيليَّة. ردًّا على ذلك، بدأت قوات الاحتلال الإسرائيلي هجومها باستعادة السيطرة على المستوطنات التي سبق لقوات حماس السيطرة عليها، وشنَّت هجمات انتقامية قبل أن تعلن الحرب رسميًا على حماس في اليوم التالي. كما نَفَّذَت غارات جوية على قطاع غزة، وشدَّدت حصارها وشنت واحدة من أكثر حملات القصف دموية وتدميرًا في التاريخ الحديث.

## الضحايا
1. إسلام محمود علي شرف (35 عام)
2. عمر إسماعيل عمر شرف (أقل من عام)
3. إسماعيل عمر خليل شرف (41 عام)
4. عمر خليل محمد شرف (66 عام)
5. نهى عبد الرحيم عمر شرف (9 أعوام)
6. ليان عبد الرحيم عمر شرف (10 أعوام)
7. دعاء بشير خليل شرف (33 عام)
8. وسام بشير خليل شرف (35 عام)
9. إسراء بشير خليل شرف (29 عام)
10. علياء رمزي أحمد شرف (35 عام)
11. محمد عبد الرحيم عمر شرف (3 أعوام)
12. جوان عبد الرحيم عمر شرف (5 أعوام)
13. خالد خليل محمد شرف (53 عام)
14. كفا عبد الله حسن شرف (59 عام)
15. آلاء عمر خليل شرف (27 عام)
16. بشير خليل محمد شرف (58 عام)
17. حمزة صلاح عمر شرف (7 عام)
18. صلاح عمر خليل شرف (32 عام)
19. آمال حسن محمود شرف (56 عام)
20. عبد الرحيم عمر خليل شرف (37 عام)
21. نور يوسف عمر شرف (3 أعوام)
22. ياسمين يوسف عمر شرف (6 أعوام)
23. مالك يوسف عمر شرف (10 أعوام)
24. ملك يوسف عمر شرف (11 عام)
25. كريم خالد خليل شرف (17 عام)
26. جودي خالد خليل شرف (12 عام)
27. عبد الله خالد خليل شرف (20 عام)
28. هدى سعيد عبد شرف (45 عام)
29. أسماء عمر خليل شرف (36 عام)

## أنظر أيضاً
- عملية طوفان الأقصى#المجازر الإسرائيلية.
- قائمة الاعتداءات الإسرائيلية وضحايا الحرب على غزة